# Cellula staminale neurale
Le cellule staminali neurali o nervose (CSN o NSCs dall'inglese neural stem cells) sono cellule staminali multipotenti del tessuto nervoso, in particolare del sistema nervoso centrale. 

## Staminalità
Caratteristica delle cellule staminali è la possibilità di differenziarsi in vari tipi cellulari a seconda degli stimoli dell'ambiente (esogeni). Le cellule subiscono una divisione cellulare asimmetrica meiotica e danno origine a due cellule figlie, una specializzata e una staminale come la madre. Le CSN differenziano principalmente in neuroni, astrociti e oligodendrociti.

## Storia
Nel 1989 Sally Temple descrisse la presenza di progenitori auto-rinnovanti multipotenti (Cellule staminali progenitrici neurali CSPN o NSPC) e cellule staminali neurali nella zona sottoventricolare del cervello di topo. Nel 1992 Brent A. Reynolds e Samuel Weiss furono i primi a isolare progenitori di cellule neurali e cellule staminali da tessuto striato di topo adulto. Nello stesso anno il team di Constance Cepko e Evan Y. Snyder fu il primo a isolare cellule multipotenti dal cervelletto di topo e a transfettarle stabilmente con l'oncogene v-myc., ora uno dei geni largamente usati per riprogammare cellule adulte non staminali in cellule staminali pluripotenti. Da allora progenitori neurali e cellule staminali sono stati isolati da varie aree del cervello adulto, comprese aree non neurogeniche come il midollo spinale, e da varie specie, incluso l'uomo.

## Sviluppo e ciclo vitale

### Originein vivo
Vi sono due tipi principali di cellule staminali: quelle adulte, limitate nella loro capacità di differenziazione, sono classificate come multipotenti, ossia capaci di generare tutte le cellule di un determinato tessuto, e quelle embrionali, totipotenti o pluripotenti, capaci di differenziare in qualsiasi tipo cellulare. Le CSN derivano dalla massa cellulare interna della blastocisti, e sono potenzialmente auto-replicanti.
Le CSN sono considerate cellule staminali adulte per la loro capacità di differenziamento limitata. Le CSN sono generate durante la vita di un individuo tramite neurogenesi. Dato che i neuroni non eseguono divisione cellulare nel sistema nervoso centrale, parte della riserva di CSN può subire differenziamento per rimpiazzare cellule gliali e neuroni persi o danneggiati. Le CSN differenziano in neuroni nella zona sottoventricolare dei ventricoli laterali, rimanenza del neuroepitelio germinativo embrionale, come anche nel giro dentato dell'ippocampo.

### Originein vitro
Cellule staminali nervose adulte furono isolate per la prima volta dallo striato di topo negli anni '90. Esse sono capaci di formare neurosfere multipotenti quando coltivate in vitro. Le neurosfere possono produrre una popolazione di cellule specializzate proliferanti e auto-rinnovanti. Queste neurosfere possono differenziare per formare neuroni specifici e cellule gliali. In studi precedenti neurosfere da coltura sono state impiantate nel cervello di topi immunodeficienti a poche ore dalla nascita, dimostrando capacità di incorporazione nel tessuto cerebrale, proliferazione e differenziazione neuronale.

### Migrazione e comunicazione tra CSN
Le CSN sono stimolate a iniziare la differenziazione tramite stimoli esogeni del microambiente (nicchia staminale). Alcune cellule neurali quando stimolate migrano dalla zona sottoventricolare lungo il sistema migratorio rostrale, contenente una struttura simil-midollare con cellule ependimali e astrociti. Questi due tipi cellulari formano tubi gliali usati dai neuroblasti in migrazione. Gli astrociti nei tubi danno supporto e isolamento da segnali chimici ed elettrici alle cellule in migrazione. I neuroblasti formano catene fortemente adese e migrano verso il sito specifico del danno cellulare per riparare o rimpiazzare cellule neurali. Un esempio è un neuroblasto migrante verso il bulbo olfattivo per differenziare in cellule periglomerulari o cellule granulari del bulbo olfattivo, che hanno un pattern di migrazione radiale piuttosto che tangenziale.
D'altra parte le staminali neurali del giro dentato producono neuroni granulari eccitatori, coinvolti in processi di apprendimento e memoria.
Un esempio di strategia per l'apprendimento e la memoria è il pattern separation, un processo cognitivo usato per distinguere input diversi.

### Invecchiamento
La proliferazione delle CSN rallenta come conseguenza dell'invecchiamento, e molti approcci sono stati provati per contrastare questo declino. Poiché le proteine FOX regolano l'omeostasi delle cellulare staminali,. 
Le proteine FOX sono state usate per proteggere le CSN inibendo il pathway di segnalazione Wnt.

## Funzione delle CSN durante il differenziamento e il danno
Fra i fattori di crescita delle CNS ci sono i mitogeni, che promuovono la crescita di cellule staminali e progenitori neurali in vitro, insieme ad altri fattori sintetizzati dai progenitori neurali e dalle popolazioni staminali, necessari per una crescita ottimale. Si è ipotizzato che la neurogenesi nel cervello adulto origini dalle CSN. L'origine e l'identità precisa delle CSN nel cervello adulto deve ancora essere definita con accuratezza.

### Funzione delle CSN durante il differenziamento
Il modello più largamente accettato di una CSN adulta è una cellula radiale, astrocito-simile, GFAP positiva. Le cellule staminali quiescenti sono di tipo B e sono capaci di rimanere quiescenti grazie alla rinnovabilità del tessuto dovuta alle nicchie specifiche presenti nel cervello, composte di vasi sanguigni, astrociti, microglia, cellule ependimali e matrice extracellulare. Queste nicchie apportano nutrimento, supporto strutturale e protezione alle staminali finché saranno attivate da stimoli esterni. Una volta attivate, le cellule di tipo B diventeranno cellule di tipo C, intermediarie a proliferazione attiva, e successivamente in neuroblasti formati da cellule di tipo A. I neuroblasti indifferenziati formano catene che migrano fino a svilupparsi in neuroni maturi. Nel bulbo olfattivo maturano in neuroni granulari GABAergici, mentre nell'ippocampo maturano in cellule dentate granulari.

### Funzione delle CSN nel danno
Le CSN hanno un ruolo importante durante lo sviluppo, producendo l'enorme diversità di neuroni, astrociti e oligodendrociti nel sistema nervoso centrale in sviluppo. Hanno un ruolo importante anche negli animali adulti, per esempio nell'apprendimento e nella plasticità ippocampale, oltre che nel rinnovamento della popolazione di neuroni del bulbo olfattivo.
La risposta delle CSN durante l'infarto, la sclerosi multipla e la malattia di Parkinson in modelli animali e umani è correntemente oggetto di investigazione da parte di molti team di ricerca nel mondo, con importanti aspettative per quanto riguarda la cura di malattie neurologiche.
Le CSN si sono mostrate capaci di migrazione e rimpiazzo di neuroni morenti in esperimenti classici eseguiti da Sanjay Magavi e Jeffrey Macklis. Magavi ha dimostrato che inducendo tramite laser un danno alla corteccia cerebrale, progenitori neurali esprimenti doublecortina, una molecola importante per la migrazione dei neuroblasti, migravano dalla zona sottoventricolare anche a distanze considerevoli fino all'area del danno e differenziavano in neuroni maturi esprimenti il marker NeuN. Inoltre il team di Masato Nakafuku ha dimostrato per la prima volta nel 2002 il ruolo delle staminlai ippocampali nell'infarto murino. Questi risultati dimostrano che le CSN possono attivarsi nel cervello adulto in risposta a un danno. Inoltre, nel 2004, il team di Evan Y. Snyder ha osservato che le CSN migrano specificamente nella sede di un tumore cerebrale. Jaime Imitola e colleghi, della Harvard Medical School, hanno descritto per la prima volta un meccanismo molecolare della risposta al danno nelle CSN. Dalle loro osservazioni si rileva che le chemochine rilasciate in caso di danno, come ad esempio il Fattore stromale cellulare-1 (SDF-1a) sono responsabili della diretta migrazione di CSN in aree di danno nel topo. 
Da allora si è dimostrata la partecipazione di altre molecole nella risposta al danno da parte delle CSN. Tutti i risultati sono stati ampiamente riprodotti ed espansi da altri ricercatori sulla scia dei classici articolie altri di Richard L. Sidman in autoradiografia per visualizzare la neurogenesi durante lo sviluppo, e quello di Joseph Altman degli anni '60 sulla neurogenesi nell'età adulta come prova delle risposte di CSN adulte nell'omeostasi e nel danno cellulare.
La ricerca di altri meccanismi che operano nell'ambiente del danno e come influenzano la risposta delle CSN durante un episodio acuto o una situazione cronica è materia di intensa ricerca.

## Potenziali applicazioni cliniche

### Terapia rigenerativa con CSN
La morte cellulare è caratteristica, oltre che di malattie neurodegenerative, di disordini acuti nelle CSN. La perdita cellulare è amplificata dalla mancanza di abilità rigenerative per la sostituzione cellulare e la riparazione tramite CSN. Un modo per rendere meno grave questo processo è quello di usare una 'cell replacement therapy' (terapia di sostituzione cellulare) con CSPN e CSN. Queste possono essere coltivate in vitro come neurosfere, composte di CSN e progenitori con fattori di crescita come EGF e FGF. La rimozione di questi fattori di crescita attiva il differenziamento in neuroni, astrociti e oligodendrociti che possono poi essere trasportati nel sito di danno cerebrale. I benefici di questa terapia sono stati osservati nella malattia di Parkinson, nella córea di Huntington e la sclerosi multipla. Le CSN inducono riparazione neurale tramite le loro proprietà intrinseche di neuroprotezione e immunomodulazione. Tra i metodi di impianto si possono avere trapianto intracerebrale (stesso cervello donatore-ricevente) e xenotrapianto.
Un approccio terapeutico alternativo al trapianto di CSN è l'attivazione farmacologica di CSPN endogene (CSPNe) per indurle a produrre fattori neurotrofici. Varie terapie che attivano il pathway che comprende la fosforilazione di STAT3 sul residuo di serina, e il conseguente aumento dell'espressione di Hes3 (asse di segnalazione STAT3-Ser/Hes3) contrasta la morte neuronale e la progressione del danno in modelli di disordine neurologico.

## Studi di laboratorio

### CSN nella terapia per trauma cranico
Un trauma cranico può deformare il tessuto cerebrale e portarlo a necrosi con conseguenze di neurotossicità, infiammazione, ischemia, perdita di funzionalità della barriera emato-encefalica, fino ad apoptosi. Le terapie correnti si focalizzano sul limitare i danni provvedendo a diminuire la pressione intracranica e l'infiammazione, e inibendo cascate pro-apoptotiche. Una delle terapie che si stanno sottoponendo a prove di laboratorio è l'impianto di particolari CSN embrionali. Si è osservato che dopo un processo di priming le cellule impiantate migravano nel sito del danno e differenziavano in oligodendrociti e cellule neuronali secernenti fattori neuroprotettivi.

### La galectina-1 nelle CSN
La galectina-1 è espressa nelle CSN ed è stato dimostrato che ha un ruolo fisiologico nel trattamento di disordini neurologici in modelli animali. Sono due gli approcci all'utilizzo di CSN in terapia: 
- La stimolazione della proliferazione della popolazione endogena di CNS per promuovere la sostituzione di tessuto danneggiato;
- Trapianto di CSN nell'area cerebrale danneggiata per permettere all'impianto di riparare il tessuto.

Vettori di Lentivirus sono stati usati per infettare CSN umane (hNCSs) con il gene della galectina-1 e successivamente trasferirle nel tessuto danneggiato. Nell'esperimento la galectina ha indotto una guarigione più rapida e una riduzione in deficito motori e sensori rispetto al semplice trapianto di CSN.

## Esami
Le CSN sono normalmente studiate in vitro usando un metodo chiamato Neurosphere Assay (o anche Sistema di coltura di neurosfere), sviluppato per primi da Reynolds and Weiss. Le neurosfere sono entità cellulari intrinsecamente eterogenee, formate da una piccola frazione di CSN in lenta proliferazione (dall'1 al 5%) e dalla loro progenie di cellule progenitrici nestina-positive in rapida divisione. Il numero totale di questi progenitori determina la grandezza della neurosfera e conseguentemente disparità nella grandezza di diverse popolazioni può riflettere difetti nella proliferazione, sopravvivenza e/o stato differenziale dei progenitori. È stato riportato che la perdita di β1-integrina in una neurosfera non inficia la capacità delle cellule integrino-deficienti di formare nuove neurosfere, piuttosto aumentano l'incidenza di morte cellulare e causano una proliferazione ridotta. Il metodo delle neurosfere è stato il metodo di preferenza per isolare, espandere e persino numerare le CSN e CSPN, ma varie recenti pubblicazioni hanno evidenziato alcune delle limitazioni del metodo per il conteggio discriminante di CSN. In collaborazione con Reynolds, la STEMCELL Technologies ha sviluppato un esame basato sull'utilizzo di collagene, chiamato Neural Colony-Forming Cell (NCFC) Assay, per la quantificazione delle CSN, discriminandole dalle CSPN.

## Neural Stem Cell Institute
Nel 2007 a Rensselaer, New York, è nata un'organizzazione non-profit esclusivamente dedicata alla traduzione della conoscenza nell'ambito delle CSN in terapie per pazienti sofferenti di malattie neurologiche:  The Neural Stem Cell Institute.